# Gebäude der alten Telefonzentrale in Belgrad
Das Gebäude der alten Telefonzentrale befindet sich in Belgrad in der Kosovska ulica 47. Es wurde nach dem Entwurf von Branko Tanazević als Telefonzentrale gebaut und ist das erste Gebäude dieser Art in Serbien. Es wurde im Jahr 1908 fertiggestellt. Das dritte Stockwerk wurde nach dem Ersten Weltkrieg aufgesetzt. Das Gebäude befindet sich seit 1981 unter staatlichem Schutz als Kulturgut von großer Bedeutung.

## Aussehen
In Bezug auf räumliche und strukturelle Aspekte beruht es auf den Traditionen des Akademismus, während die Gestaltung vom serbisch-byzantinischen Stil abgeleitet wurde. Mit einem funktionalen Grundriss und einer grundsätzlich einfachen architektonischen Komposition liegt der Schwerpunkt auf der Gestaltung des Eckteils des Gebäudes mit einer charakteristischen Kuppel. Die Fassade ist asymmetrisch, mit einem flachen Risalit von größerer Breite an einem Ende des Gebäudes und großen Fensteröffnungen, die viel von der Fassade einnehmen. Die reichlich angewandte Flachreliefdekoration, die fast bis zur Fassadenebene reduziert ist, besteht aus stilisierten Motiven aus dem Erbe der Morava-Schule (Rosetten, Ornamente, geometrische Designs, Schachboxen). Neben der erfolgreichen Realisierung des serbisch-byzantinischen Stils in der Belgrad-Architektur durch einen Hauptvertreter dieses Stils, hat dieses Gebäude auch eine historische Bedeutung als repräsentatives Zweckgebäude und dokumentiert die Entwicklung des Telefondienstes in Serbien im frühen 20. Jahrhundert. Das Gebäude war auf der 50-Mio.-Dinar-Banknote aus dem Jahr 1993 abgebildet. Konservierungsarbeiten wurden im Jahr 1988 durchgeführt.